# Steuerermäßigung
Unter Steuerermäßigung versteht man eine Verringerung des Steuersatzes oder des festgesetzten tariflichen Steuerbetrages, nicht hingegen eine Minderung der Steuerbemessungsgrundlage. Im Falle der Verminderung des Steuerbetrages spricht man auch von Abzugsbetrag oder  Absetzbetrag (vor allem in Österreich).

## Grundlagen
Der ermäßigte Steuerbetrag ({\displaystyle S_{erm}}) wird aus der Bemessungsgrundlage ({\displaystyle B}), dem tariflichen Steuersatz ({\displaystyle s}) und dem Abzugsbetrag ({\displaystyle A}) folgendermaßen berechnet:
{\displaystyle S_{erm}=B\cdot s-A}
Der ermäßigte Steuersatz ({\displaystyle s_{erm}}) ergibt sich daraus zu
{\displaystyle s_{erm}=s-{\frac {A}{B}}}

## Deutschland
- Beispiel Einkommensteuer:
Die festgesetzte Einkommensteuer verringert sich um folgende Steuerabzugsbeträge:
  - ausländische Steuern, die auf die deutsche Einkommensteuer anzurechnen sind,[1]
  - um 50 % der Zuwendungen an politische Parteien, höchstens jeweils 825 Euro,[2]
  - bei Einkünften aus gewerblichen Unternehmen oder Mitunternehmerschaften um das 4,0-fache (bis 2019: das 3,8-fache) des Gewerbesteuermessbetrages,[3]
  - um 20 % der Aufwendungen für haushaltsnahe Beschäftigungsverhältnisse (bis höchstens 510 Euro für Minijobs, bis höchstens 4000 Euro für versicherungspflichtige Beschäftigung), haushaltsnahe Dienstleistungen (bis höchstens 4000 Euro) oder haushaltsnahe Handwerkerleistungen für Erhaltungs- und Modernisierungsmaßnahmen (bis höchstens 1200 Euro).[4]
- Beispiel Umsatzsteuer:

Bei der Umsatzsteuer ermäßigt sich der reguläre Steuersatz von 19 % auf 7 % in einer Vielzahl von Fällen, z. B. für Leistungen aus der Tätigkeit als Zahntechniker oder für die Lieferung frischer Schnittblumen.
- Beispiel Gewerbesteuer:

Die Steuermesszahlen ermäßigen sich auf 56 % bei Hausgewerbetreibenden.
- Beispiel Körperschaftsteuer:

Die Körperschaftsteuer ermäßigt sich um die ausländische Steuer, soweit diese der deutschen Körperschaftsteuer entspricht.

## Österreich
- Beispiel Einkommensteuer:
Vom berechneten Steuerbetrag werden die Absetzbeträge nach § 33 Abs. 4 bis 6 EStG abgezogen.

## Unterschied Deutschland/Österreich in der Einkommensbesteuerung
Während in Deutschland die Steuerermäßigung höchstens so hoch sein kann wie die zu zahlende Steuer (vor Ermäßigung) – der Steuerbetrag also höchstens auf Null schrumpfen kann, besteht in Österreich durch Anwendung der Absetzbeträge die Möglichkeit, dass der Steuerbetrag auch negativ ausfällt, dies mithin also zu einer Erstattung führt. Allerdings ist dieser Erstattungsbetrag in Österreich unter Maßgabe der Regelungen des § 33 Abs. 8 EStG §33 Abs. 8 EStG gedeckelt, womit der Absetzbetrag in diesen Fällen nicht vollständig ausgeschöpft werden kann.